# Пикалова, Марина Геннадьевна
Марина Геннадьевна Пикалова (род. 16 марта 1985, Чимкент) — казахская гандболистка, играющая на позиции правой крайней за команду «Алматы». Чемпионка Азии 2007,2010 года, серебряный призёр Азиатских игр 2006 года. Мастер спорта Республики Казахстан международного класса.

## Биография

### Игровая карьера
Начала заниматься гандболом после проведения межшкольных соревнований в Шикменте по настоянию брата и учителя физкультуры: тогда ей было 14 лет. Через год она дебютировала на соревнованиях в Алматы, однако из-за травмы колена ей пришлось забыть на три года про спорт. После операции она долго восстанавливалась, прежде чем вернуться к занятиям гандболом. Она выступала до 2010 года за команду «Казыгурт» из Шымкента, оттуда в 2010 году она перешла в гандбольный клуб «Или» по настоянию директора клуба Мажита Юсупова (получила номер 4), завоевав с клубом серебряные медали в 2011 году. В том же 2011 году была признана лучшей спортсменкой Шымкента за победу в чемпионате Азии 2010 года в составе сборной Казахстана. Выступает в настоящее время за «Алматы».
Пикалова выступала за молодёжную сборную, затем попала в основную команду в 2004 году. В составе сборной Пикалова выступает под номером 5, имеет опыт игр на чемпионате мира 2007, летних Олимпийских играх 2008 года и чемпионате мира 2015 года. Является капитаном команды. На Олимпийских играх 2008 года Пикалова забила 13 голов, из них 8 в матче против хозяек Олимпиады. На чемпионате мира 2015 года с девятью забитыми мячами она стала лучшим бомбардиром сборной Казахстана, хотя команда не вышла из группы, проиграв все пять матчей.

### Стиль игры
Как фланговый игрок, отличается высокими скоростными качествами. Очень эмоциональна и в случае провокации может ударить противника, как это случилось на чемпионате мира 2007 года.

### Тренерская карьера
В 2018 году занимала пост главного тренера сборной Казахстана на летних Азиатских играх.
В 2021 году была играющим тренером сборной Казахстана в отборе на летние Олимпийские игры в Токио.

### Личная жизнь
Выпускница общей средней школы № 30 имени Ораза Жандосова. В 2007 году окончила Южно-Казахстанский гуманитарный институт имени Мардана Сапарбаева по специальности «Физическая культура и спорт». Муж — бывший спортсмен-тяжелоатлет. Воспитывает дочь (род. 2012). Кумир — Наталья Кубрина, которая была одноклубницей в команде «Или».

## Достижения

### В клубах
- Чемпионка Казахстана (2016)[12]
- Серебряный призёр чемпионата Казахстана (2011)

### В сборной
- Чемпионка Азии (2007,2010)[13]
- Серебряный призёр Азиатских игр (2006)
- Бронзовый призёр Азиатских игр (2014)[14]